# Eudolium
Genre
Synonymes
- genre Doliopsis Monterosato, 1872[2]
- sous-genre Dolium (Eudolium) Dall, 1889[2]
- sous-genre Tonna (Eudolium) Dall, 1889[2]

Eudolium est un genre de mollusques gastéropodes de la famille des Tonnidae.

## Liste d'espèces
Selon World Register of Marine Species (25 novembre 2018) :
- Eudolium aoteanum Beu, 1970 †
- Eudolium bairdii (Verrill & S. Smith (in Verrill), 1881)
- Eudolium crosseanum (Monterosato, 1869)